# Missio-Hauskapelle
Die missio-Hauskapelle (auch missio-Kapelle) ist ein katholischer Kirchenraum im Haus der Weltkirche, der Zentrale des Internationalen Katholischen Missionswerkes (missio) in München. Sie besteht aus der sogenannten Hauskirche und der Sakramentskapelle.

## Entstehungsgeschichte
Die Hauskapelle wurde 1988 aus Anlass des 150-jährigen Bestehens des Ludwigs-Missionsvereins eingerichtet. Die Kapelle sollte nach dem Willen des damaligen Präsidenten von missio München, Prälat Heinrich Haug, mit Bildern christlicher afrikanischer Kunst Zeugnis vom neuen Missionsverständnis geben, das die christliche Botschaft mit hohen Werten afrikanischer Kultur verbindet.

## Ausgestaltung
Ausgewählt für die Gestaltung wurde das von Pater Claude Boucher begründete Ku-Ngoni Zentrum für Handwerk der Mua Mission in Dedza in Malawi. 16 von dessen Künstlern gestalteten ein reiches Programm von Schnitzkunst für Altar, Baldachin, Ambo, Priestersitz, Altarleuchter, Osterleuchter, Christusbaum, zwei Ahnenbäume (Bildprogramm "Die gottesdienstliche Versammlung im Heiligen Wald) und acht thematische Baumgruppen bzw. Bäume als Wandschmuck sowie die Kapellentür (Außenseite Thema: Alles Leben strömt aus Gott; Innenseite Thema: Alles Leben kehrt heim zu Gott) mit dem Bildprogramm: Der Zyklus des Lebens im heiligen Wald. Für die Sakramentskapelle wurde der Zyklus Das Dorf (gemeint: bewohntes Kulturgebiet im Gegensatz zur unberührten Wildnis) geschaffen mit den Objekten: Die Frau mit dem Kind und dem Maiskorb, Das Maisfeld, Die Feuerstelle und die Vorratshütte.

## Schwesterkapelle in Malawi
Ein Gegenstück zur missio-Kapelle existiert mit der ebenfalls vom Ku-Ngoni gestaltete und von missio finanzierten Hauskapelle des Zentralkrankenhauses in Malawis Hauptstadt Lilongwe.